# Il raggio verde (film)
Où les cœurs s’éprennent»
In cui i cuori si innamorano!»
(Arthur Rimbaud, Ritornello de Chanson de la plus haute tour, "Les Illuminations", 1872–3.)
Il raggio verde (Le Rayon vert) è un film del 1986 diretto da Éric Rohmer, il quinto del ciclo Commedie e proverbi (Comédies et proverbes), segue Le notti della luna piena (1984) e precede L'amico della mia amica (1987).
Porta come sottotitolo un verso del poema Chanson de la plus haute tour d' Arthur Rimbaud (1854-1891), dunque stavolta è un verso poetico anziché un proverbio o un modo di dire a ispirare il quinto capitolo del ciclo "Commedie e proverbi".
Il titolo del film deriva dal fenomeno ottico del raggio verde e dall'omonimo romanzo di Jules Verne che ne era stato ispirato e che viene esplicitamente nominato nei dialoghi del film.
Il film ha vinto il Leone d'oro alla Mostra del cinema di Venezia.

## Trama
Come il precedente Il ginocchio di Claire, pure ambientato durante il periodo delle ferie estive, il film è diviso in episodi preceduti da didascalie che mostrano la data e il giorno della settimana, da lunedì 2 luglio a sabato 4 agosto; non tutti gli episodi giornalieri sono consecutivi.
- Dal 2 al 7 luglio

Delphine, segretaria in un ufficio di Parigi, vede svanire il suo progetto di vacanze in Grecia quando l'amica con cui sarebbe dovuta partire vi rinuncia. Un'altra amica, Manuella, la invita a unirsi a lei e al fidanzato, poi le offre ospitalità a casa della propria nonna in Spagna, ma Delphine declina entrambe le proposte.
Sua sorella le propone di seguirla in Irlanda dove ha programmato le vacanze con il marito e il figlio, ma neppure stavolta Delphine accetta perché preferisce andare al mare; perciò telefona a un suo ex fidanzato chiedendogli in prestito la casa vacanze a Antibes, ma l'uomo, che di solito trascorre le ferie in montagna, quest'anno utilizza l'appartamento in Costa Azzurra.
Sebbene sogni il grande amore e si rammarichi della sua solitudine, lungo tutto il film Delphine agisce in modo da accentuare questa solitudine fino al limite della depressione. Legge un avviso su un lampione che pubblicizza sedute psicoterapeutiche di gruppo; vi si iscrive ma rinuncia quando una delle partecipanti evidenzia le sue contraddizioni; Delphine la accusa di conoscerla solo superficialmente. Ha poi una crisi di pianto in presenza di un'amica, Françoise, che intenerita la invita in vacanza con lei in una casa di Cherbourg.
- Dal 18 al 23 luglio.

Convinti di salvare Delphine dalla solitudine, tutti la spingono a rinunciare a ciò che lei è: una romantica che crede al grande amore. Sul molo di Cherbourg incontra un ragazzo in attesa di imbarcarsi per le vacanze in Irlanda. Questo la invita a cena ma lei rifiuta perché pensa che non avrebbe senso se non possono rivedersi. A pranzo con gli amici di Françoise, si sente sotto il tiro di tutti per la sua scelta vegetariana. Nei giorni successivi si tiene a margine della compagnia. Il 22 luglio Delphine decide di tornare a Parigi approfittando di un passaggio di Françoise.
Il giorno successivo, dopo aver respinto un maldestro tentativo di abbordaggio in un parco, telefona al suo ex per chiedergli in prestito la casa in montagna.
- Dal 25 al 27 luglio

Delphine arriva in treno in Savoia, in attesa del custode della casa prestata passeggia fino al limite di un ghiacciaio, quindi decide bruscamente di tornare a Parigi. Qui confessa a Françoise il suo profondo malessere. Passeggia tra i concittadini che prendono il sole sul lungosenna. Incontra un'amica che si offre di prestarle una casa a Biarritz, Delphine accetta.
- Dal 1° al 4 agosto

Delphine è da sola sulla spiaggia di Biarritz. Presta orecchio alla conversazione di alcune villeggianti che parlano di un romanzo di Jules Verne, Il raggio verde, a proposito di un fenomeno ottico prodotto dal sole al tramonto sul mare. Nel momento in cui la porzione superiore del disco solare si inabissa, la curvatura terrestre produce per un attimo un raggio verde; per i protagonisti del romanzo, se si è testimoni di quel momento si riesce a vedere dentro sé stessi e a leggere nel cuore della persona che si ama.
Delphine conosce in spiaggia una giovane turista svedese, Lena, che non ha problemi di relazione con i ragazzi e che cerca di convertirla al topless. Quando Lena aggancia due ragazzi, Delphine si allontana infastidita.
Il 4 agosto Delphine fa i bagagli e va alla stazione ferroviaria a prendere il treno per tornare a Parigi. Un ragazzo seduto accanto a lei nota che sta leggendo L'idiota di Dostoevskij e attacca bottone. Qualcosa scatta in Delphine. Il ragazzo va in vacanza nella vicina e turistica Saint-Jean-de-Luz, lei gli chiede se può farle da guida. Nella cittadina costiera, mentre si confidano l'un l'altra, Delphine nota l'insegna di un negozio, “Il Raggio Verde” e chiede al ragazzo, Jacques, di accompagnarla a vedere il tramonto da un punto panoramico.
Nell'attimo in cui il sole si inabissa definitivamente, Jacques e Delphine vedono per un breve momento una luce verde.

## Critica
(Paolo Marocco)
Tornando ancora una volta sul rito delle vacanze estive, Rohmer diventa un vero e proprio fustigatore della principale moda sociale di fine millennio, mettendo a nudo la massificazione nei processi più alienanti delle ferie lavorative; il regista fa rimbalzare la sua protagonista come una pallina in un movimento alternativamente centrifugo e centripeto rispetto a Parigi.
Secondo il dizionario curato da Morando Morandini, il film, girato in 16 mm, riporta un ampio "margine d'improvvisazione nei dialoghi per gli attori (soprattutto per Rivière, attrice o figura rohmeriana a 18 carati)". Per il critico, si è di fronte a un "film chiaro, delizioso". Con questo film Rohmer ebbe il suo primo grande successo internazionale.
Tra tutti i sei film del ciclo, è quello in cui il dramma psicologico e esistenziale della protagonista si spinge più avanti.

### Luoghi delle riprese
- Parigi
- Cherbourg (Normandia)
- La Plagne (Savoia)
- Biarritz (costa atlantica)

### Sceneggiatura
Il regista ha scritto la sceneggiatura con la collaborazione dell'attrice Marie Rivière, interprete nel ruolo della protagonista, la romantica trentenne Delphine.

### Distribuzione
In Francia il film, prima di essere distribuito nelle sale cinematografiche, fu diffuso su Canal+. È in questa occasione che ci si rese conto di come il raggio verde risultasse invisibile in televisione; richiesto di un parere, Rohmer rispose: “Dopotutto, non è poi così male!”

## Riconoscimenti
- 1986 - Mostra internazionale d'arte cinematografica
  - Leone d'oro
  - Premio OCIC
  - Premio FIPRESCI
  - Premio Pasinetti per la miglior interpretazione femminile (Marie Rivière)